# Сан Филипо сул Чезано (Пезаро и Урбино)
Сан Филипо сул Чезано је насеље у Италији у округу Пезаро и Урбино, региону Марке.
Према процени из 2011. у насељу је живело 429 становника. Насеље се налази на надморској висини од 90 м.